# 2366 Aaryn
A 2366 Aaryn (ideiglenes jelöléssel 1981 AC1) a Naprendszer kisbolygóövében található aszteroida. Norman G. Thomas fedezte fel 1981. január 10-én.